# Patrick Groc
Patrick Groc   () és un tirador d'esgrima francès, ja retirat, especialista en floret, guanyador d'una medalla olímpica.
El 1984 va prendre part en els Jocs Olímpics d'Estiu de Los Angeles, on guanyà la medalla de bronze en la prova del floret per equips del programa d'esgrima. Quatre anys més tard, als Jocs de Seül fou sisè en la prova del floret per equips, mentre en la del floret individual fou quarantè. El 1992, a Barcelona, disputà els seus tercers, i darrers, Jocs Olímpics. En ells destaca una setena posició en la prova del floret per equips.
En el seu palmarès també destaquen dues medalles de plata en el Campionat del món d'esgrima, el 1982 i 1987.
Una vegada retirat, el 1995, entrà a treballar a la Federació Francesa d'Esgrima, on fou responsable de col·laboracions i esdeveniments, director de comunicació i director de màrqueting i comunicació fins al 2013. A partir del 2014 va ser responsable de desenvolupament i comunicació.